# Déca (préfixe du Système international d'unités)
Pour un article plus général, voir Préfixes du Système international d'unités.
Déca (symbole ㍲) est le préfixe du Système international d'unités (SI) qui représente 101 fois cette unité. 

## Exemple d'unités
Décamètre (dam) ; décanewton (daN).
Adopté en 1795, ce préfixe vient du mot grec δέκα, signifiant « dix ».